# یوری شلیپین
یوری شلیپین (روسی: Юрий Александрович Шляпин؛ ۱۱ فوریهٔ ۱۹۳۲ – ۸ ژوئیهٔ ۲۰۰۹) بازیکن واترپلو اهل روسیه بود.